# Consolidación de Nueva España

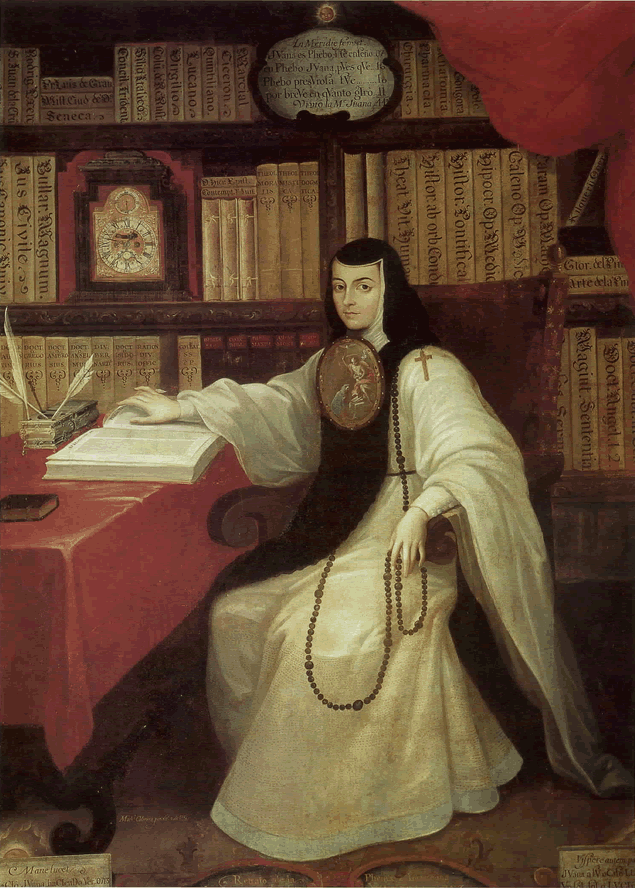
Retrato de Sor Juana Inés de la Cruz. Sor Juana fue una de las más grandes reformistas del florecimiento de la cultura en Nueva España en el. Escribió grandes obras y fue plenamente conocida durante esa etapa.

Se conoce como Consolidación de Nueva España al período en el cual la Nueva España alcanzó su madurez y se consolidó como la principal posesión colonial de España; logrando, incluso, un gobierno autónomo y una independencia total de su país compatriota. Sin embargo, durante este período, España comenzó a perder su gran poder hegemónico como potencia mundial, debido a la decaída de su poderío naval, económico y político. Dicha decaída, ocurrida en la segunda mitad del siglo XVII, fue propiciada por el puje de Inglaterra, Holanda y Francia en estos últimos aspectos. A partir de 1665, la flota inglesa se apoderó de puntos estratégicos en el Mar Caribe (Jamaica española y el enclave de La Baliza, actuales Jamaica y Belice) y se estableció temporalmente en las costas de Tabasco, amenazando al Imperio español. Mientras el poderío español se debilitaba, la Nueva España alcanzaba su madurez y, en la mitad del siglo XVII, se había consolidado ya como la principal posesión colonial de España; logrando una cierta autonomía política y económica respecto a su metrópoli. Siendo así, los criollos novohispanos comenzaron a ocupar cargos administrativos y eclesiásticos de importancia —aunque rara vez los más altos—, lo que los llevó a adquirir un importante poderío económico en el comercio, la minería y las haciendas. Por otro lado, las corporaciones civiles y eclesiásticas más importantes del virreinato, como la audiencia, los cabildos, el Consulado de Comerciantes de la Ciudad de México, la universidad, las órdenes religiosas, los pueblos indios y algunos gremios, afianzaron su preponderancia.
Durante el proceso de consolidación de Nueva España, destacó también un florecimiento cultural que marcó una etapa de apogeo. A lo largo de ese siglo destacaron grandes pensadores, literatos y científicos de la talla de Bernardo de Balbuena (1568-1627), Juan Ruiz de Alarcón (1580-1639), Sor Juana Inés de la Cruz (1648-1695) y Carlos de Sigüenza y Góngora (1645-1700). En gran medida la cultura alcanzó la cumbre gracias al arraigo y prestigio que habían logrado los diversos colegios administrados por las órdenes religiosas, en especial la de los jesuitas, y a la importancia académica que había alcanzado la universidad.

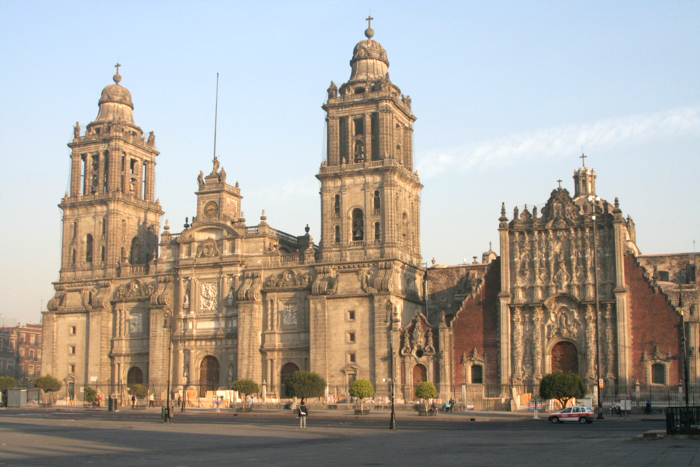

El poder alcanzado por los criollos novohispanos al iniciar el siglo XVI, así como la consolidación de las corporaciones, el crecimiento económico y comercial, el florecimiento cultural y la estabilidad política interna, fueron factores que otorgaron a Nueva España una determinada autonomía política y económica e incluso cierta grandeza con respecto de una metrópoli en franca decadencia.

## Nueva España en elsigloXVII

### La reafirmación de la autoridad española

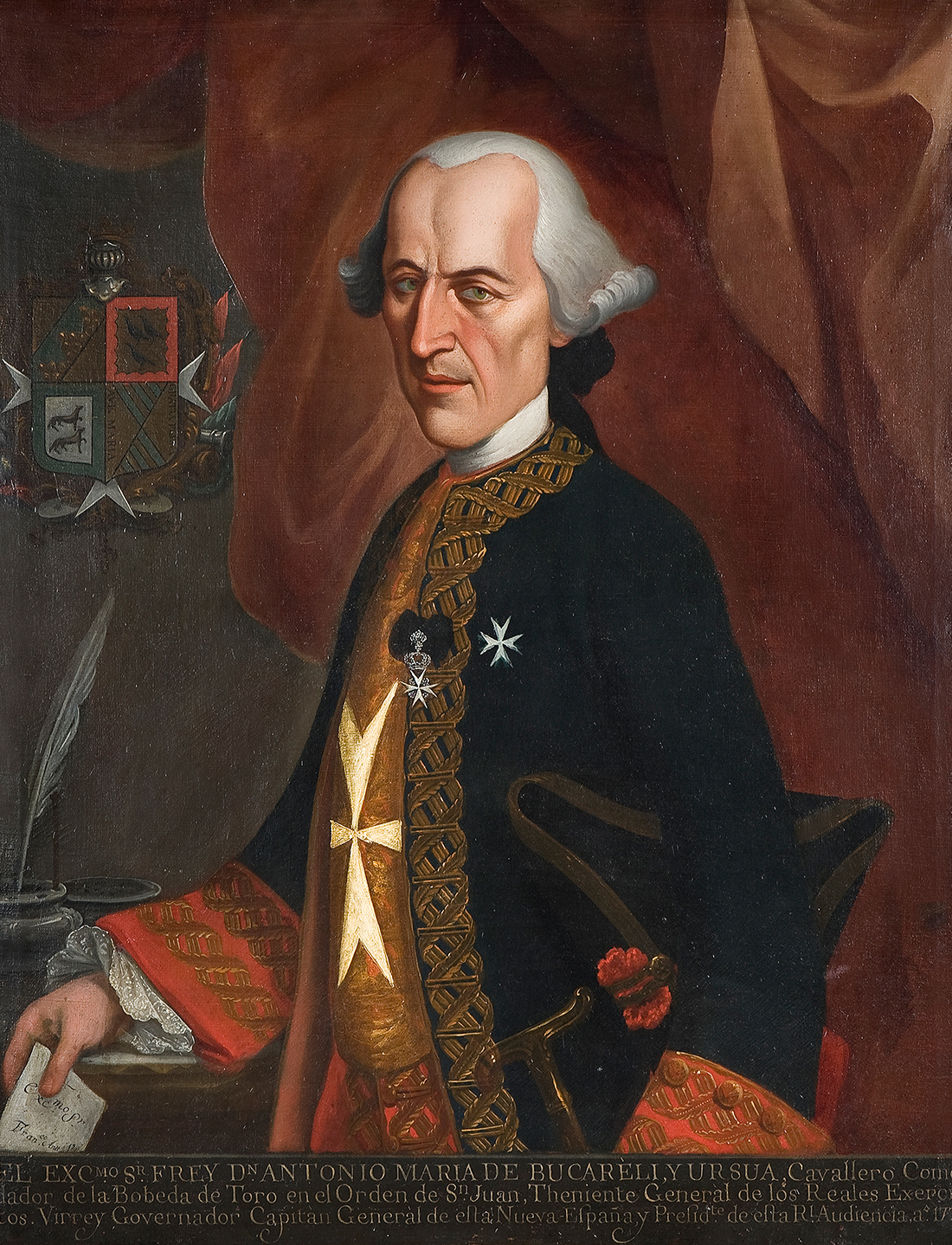
Óleo del sigo XVIII que representa al virrey novohispano Antonio María de Bucareli y Ursúa. En el siglo XVII los virreyes habían adquirido cierta autonomía y las reformas borbónicas se encaminaron a restarles poder.

En 1700, apenas iniciando el siglo XVIII, cambió la casa reinante española de los Habsburgo a los Borbón. A fin de reafirmar su autoridad, la nueva dinastía aplicó una serie de reformas encaminadas a reorganizar el gobierno y los territorios, tanto en España como en las colonias; a éstas se les conoce como reformas borbónicas. Así comenzó una nueva etapa en la organización del Imperio. Las reformas se aplicaron a partir del gobierno del primer monarca Borbón, Felipe V, pero alcanzaron su máxima expresión con el reinado de Carlos III, en la segunda mitad del siglo.
Los objetivos esenciales de las reformas eran obtener mayores recursos económicos, simplificar el comercio para hacerlo más eficiente, restar poder y riqueza a la Iglesia y reorganizar la administración pública.
Las causas que llevaron a los reyes de la Dinastía Borbón a instituir las reformas son múltiples. Por un lado, España se había rezagado económica, científica y tecnológicamente respecto de otras naciones europeas como Inglaterra y Francia, naciones cuyas economías se fundamentaban en las pautas del liberalismo económico; España, en cambio sustentaba su economía en la minería colonial y no había dado impulso al proceso de industrialización. Con el oro y la plata que extraía de sus colonias, compraba a las naciones industrializadas gran cantidad de mercancías que ella no producía, por lo que cada vez eran mayores sus requerimientos de metales preciosos.
La demanda española de metales preciosos determinó que las reformas privilegiaran la minería novohispana con excepciones de impuestos, mientras afectaban otros sectores productivos como a los comerciantes, los dueños de haciendas y la burocracia, quienes debían pagar los mayores impuestos. Por otro lado, las reformas se encaminaron a disminuir la autonomía que había adquirido el poder del gobierno virreinal frente a la metrópoli y a reorganizar políticamente el inmenso territorio novohispano, dividiéndolo a finales del siglo XVIII en intendencias con el fin de ejercer un mayor control. Las reformas restringieron el poder de corporaciones como el consulado de comerciantes de México e integraron una política fiscal eficiente.

### El descontento y la búsqueda de representatividad
La aplicación de las reformas borbónicas ocasionó tal malestar entre la población novohispana, y particularmente entre los criollos, que lejos de fortalecerse el poder de la Corona española sobre los territorios americanos, se debilitó; la economía novohispana decayó y el malestar social comenzó a hacerse evidente. Aunado a ello, las guerras que libró la nación española contra otras potencias europeas en la segunda mitad del siglo XVIII mermaron su economía, a tal grado que España no pudo hacer frente a la devastadora crisis que supuso la invasión napoleónica a su territorio en 1808.
Fueron muchas las medidas reformistas que ocasionaron gran descontento entre la población novohispana, entre ellas destacan:
- La reorganización del territorio novohispano en intendencias.
- La llegada de funcionarios peninsulares pagados por la Corona para ponerlos en puestos clave del gobierno virreinal que antes ocupaban los criollos.
- Las restricciones al poder de la Iglesia católica y la expulsión de la orden de los jesuitas de los territorios españoles en 1767.
- La aplicación de estrictas medidas fiscales que afectaron los intereses de amplios grupos productivos, como la entrada en vigor en 1804 de la Cédula de consolidación de vales reales.
- La supresión del monopolio del Consulado de México para el cobro de impuestos, mediante la creación de nuevos consulados en Veracruz, Puebla y Guadalajara.

Las medidas reformistas afectaron principalmente a los criollos, quienes consideraban injusto que las riquezas americanas se exportaran a España y que los americanos fueran considerados súbditos de segunda clase a quienes se impedía participar en la toma de decisiones políticas. Estos factores promovieron un resentimiento criollo contra los peninsulares lo que fomentó el surgimiento de un sentimiento nacionalista y de identidad que los llevó a defender con orgullo lo que consideraban propio. El sentimiento nacionalista se hizo evidente, por ejemplo, con el guadalupanismo, es decir, la Virgen de Guadalupe se convirtió en un símbolo que representaba a todos los sectores de la población novohispana por igual.

### El perfil de Nueva España hacia 1700
Nueva España era la posesión más rica del Imperio español al finalizar el siglo XVII, pues en el territorio novohispano a lo largo de ese siglo se había incrementado el comercio interno y se habían abierto nuevos caminos, sobre todo hacia el norte, donde se habían descubierto minas y fundado pueblos. El desarrollo minero, la fundación de ciudades y el poblamiento de más territorios habían favorecido la expansión comercial y la generación de una mayor riqueza interna. Al iniciar el siglo XVIII Nueva España era el primer productor de plata en el mundo; la producción agrícola y ganadera estaba consolidada y la producción de manufacturas era suficientemente amplia para satisfacer gran parte de las necesidades de la mayoría de la población indígena y mestiza. El comercio era dinámico y promovía la expansión del virreinato hacia el norte, por lo que el territorio llegó a abarcar incluso más de la mitad de lo que actualmente conforma Estados Unidos de América.
La floreciente economía novohispana permitió que la población comenzara a crecer y recuperarse de la drástica disminución sufrida en los siglo XVI y parte del XVII, de tal forma que a lo largo del siglo XVIII se duplicó pasando de tres a seis millones de habitantes. La vida cultural en las principales ciudades novohispanas era activa y muy rica; constituía un ejemplo de grandeza y suntuosidad para ciudades de otras posesiones españolas en América. Sin embargo, la Corona española controlaba el comercio externo e impedía que sus colonias comerciaran con otras potencias navales y comerciales que a lo largo del siglo XVII habían adquirido un enorme poder económico, como Inglaterra, Francia y Holanda. Así, mientras esas naciones habían liberado su comercio estableciendo una relación abierta entre ellas, España continuaba monopolizando y centralizando el comercio con sus posesiones en América y Filipinas. Veracruz era el único puerto novohispano en el Golfo de México al que llegaban mercancías de Europa y del que salían productos americanos, mientras que en la costa del Pacífico sólo el puerto de Acapulco estaba autorizado para recibir y enviar mercancías a Asia (Filipinas) a través de la Nao de China.

## El crecimiento de Nueva España

### El auge económico
En la segunda mitad del siglo XVIII
```
Nueva España alcanzó su madurez económica y los españoles, tanto peninsulares como criollos, comenzaron a cosechar los frutos desde los inicios de la etapa virreinal en el 
siglo
 
XVI
.
[
10
]
```

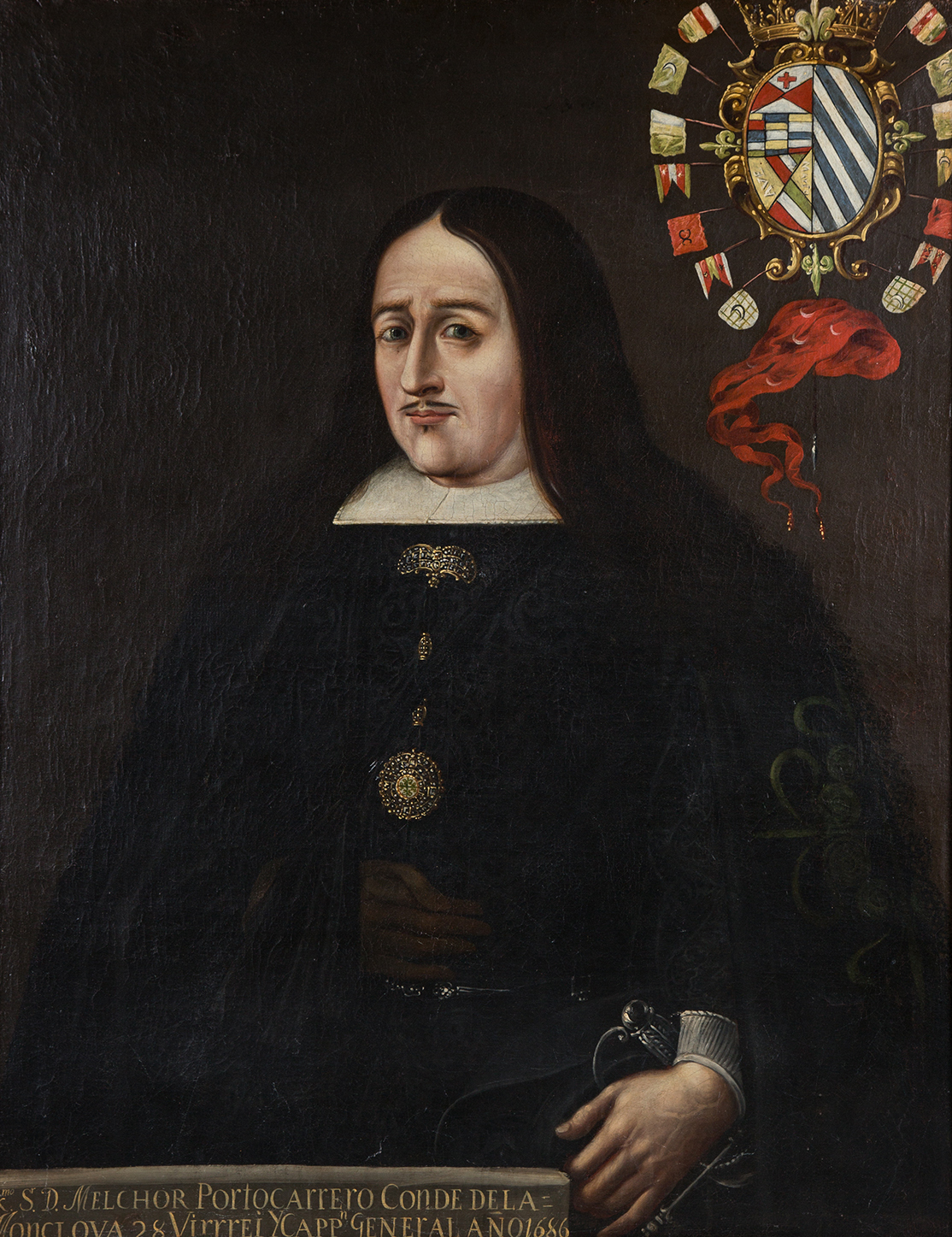
Retrato del virrey Melchor Portocarrero Lasso de la Vega (1686-1688). El auge económico de Nueva España llevó una intensa relación comercial con la metrópoli, por lo que la lealtad con la Corona fue un elemento clave.

La minería que había sido la principal actividad económica del siglo XVI, continuó su desarrollo y alrededor de los nuevos centros mineros se fundaban nuevas ciudades y se construían nuevos caminos para comunicarlas; la producción agrícola y ganadera en las grandes haciendas favorecía también la construcción de caminos buenos para transportar sus productos; asimismo la producción manufacturera se desarrolló de forma asombrosa, creándose cientos de ingenios para refinar azúcar, molinos de trigo para obtener harina y obrajes donde se cardaba la lana para fabricar tejidos.
El incremento en la producción llevó al comercio a un dinamismo tal, que éste se convirtió en la principal actividad económica novohispana en la segunda mitad del siglo XVII. Sin embargo la actividad comercial, especialmente la Marítima, estaba estrechamente vigilada y controlada por el Estado español en su política mercantilista de fronteras cerradas.
Ante el auge económico novohispano, España, que necesitaba allegarse más recursos que le permitieran solventar los conflictos bélicos y navales que enfrentaba con otras potencias europeas, principalmente con Inglaterra, Francia y Holanda, tomó medidas. Aumentó los impuestos a ciertas mercancías y puso a la venta importantes puestos públicos (escribanías, alcaldías, repartidores de correo y cargos en los ayuntamientos), que tradicionalmente habían ocupado españoles peninsulares. Muchos de ellos fueron comprados por los criollos novohispanos permitiéndoles acceder a la toma de decisiones económicas y políticas del gobierno virreinal. Además restringió en sus colonias la producción de la seda, la vid y el olivo con la finalidad de proteger a los productores españoles.
Aunque las medidas anteriores le proporcionaron a España beneficios económicos momentáneos, con el tiempo le restaron poder y control sobre la administración de sus colonias.
Ello explica que década después, la Corona española, bajo el gobierno de la nueva casa reinante de los Borbón, sintiese la necesidad de implementar una serie de reforma administrativas, política y fiscales encaminadas a recuperar su poderío. Su aplicación redundó en un enorme impulso a la economía novohispana.

### El florecimiento de las ciudades en el siglo XVll
A lo largo 

La Nueva España después de su auge económico extendió su territorio drásticamente durante el reinado de Carlos III, como puedes apreciarse en la imagen.

del siglo XVII, las principales ciudades de Nueva España se consolidaron como centros políticos, religiosos, económicos y financieros que regían la vida no sólo de sus habitantes sino de amplias zonas rurales a su alrededor. En las principales ciudades se concentraban también las actividades culturales. La Ciudad de México era sin duda la más importante. Pero también otras ciudades florecieron como centros urbanos en otras regiones: Puebla de los Ángeles, Valladolid (hoy Morelia), Guadalajara, Mérida y Oaxaca. Muchas ciudades mineras que habían decaído retomaron impulso con el auge económico de finales del siglo XVII: Taxco, Guanajuato y Zacatecas fueron ejemplos de ello. El crecimiento de las ciudades favoreció que se establecieran mejoras y servicios como el empedrado de las calles, vigilancia y alumbrado público con faroles de aceite que el «sereno» o velador encendía cada noche y apagaba por las mañanas.
En todas las ciudades la actividad comercial era primordial. Los comerciantes establecían vínculos con las áreas rurales y con otras ciudades. Gracias a ellos se mantenía la comunicación entre las diversas regiones. En las ciudades de menor tamaño y en los pueblos predominaban pequeños comerciantes locales que dependían de los medianos para su abasto. Estos últimos eran quienes llevaban y traían mercancías de una ciudad a otra. La Ciudad de México era la única en que se realizaba el comercio a gran escala. Allí los grandes comerciantes llevaban las mercancías que llegaba de otros contingentes para distribuirlas por todo el territorio y también controlaban las exportaciones. El centralismo comercial continuó siendo muy importante en el siglo XVIII a pesar de la liberalización del comercio. El creciente desarrollo urbano fortaleció la economía interna de Nueva España.

### Expansión de la minería y del frente agrícola

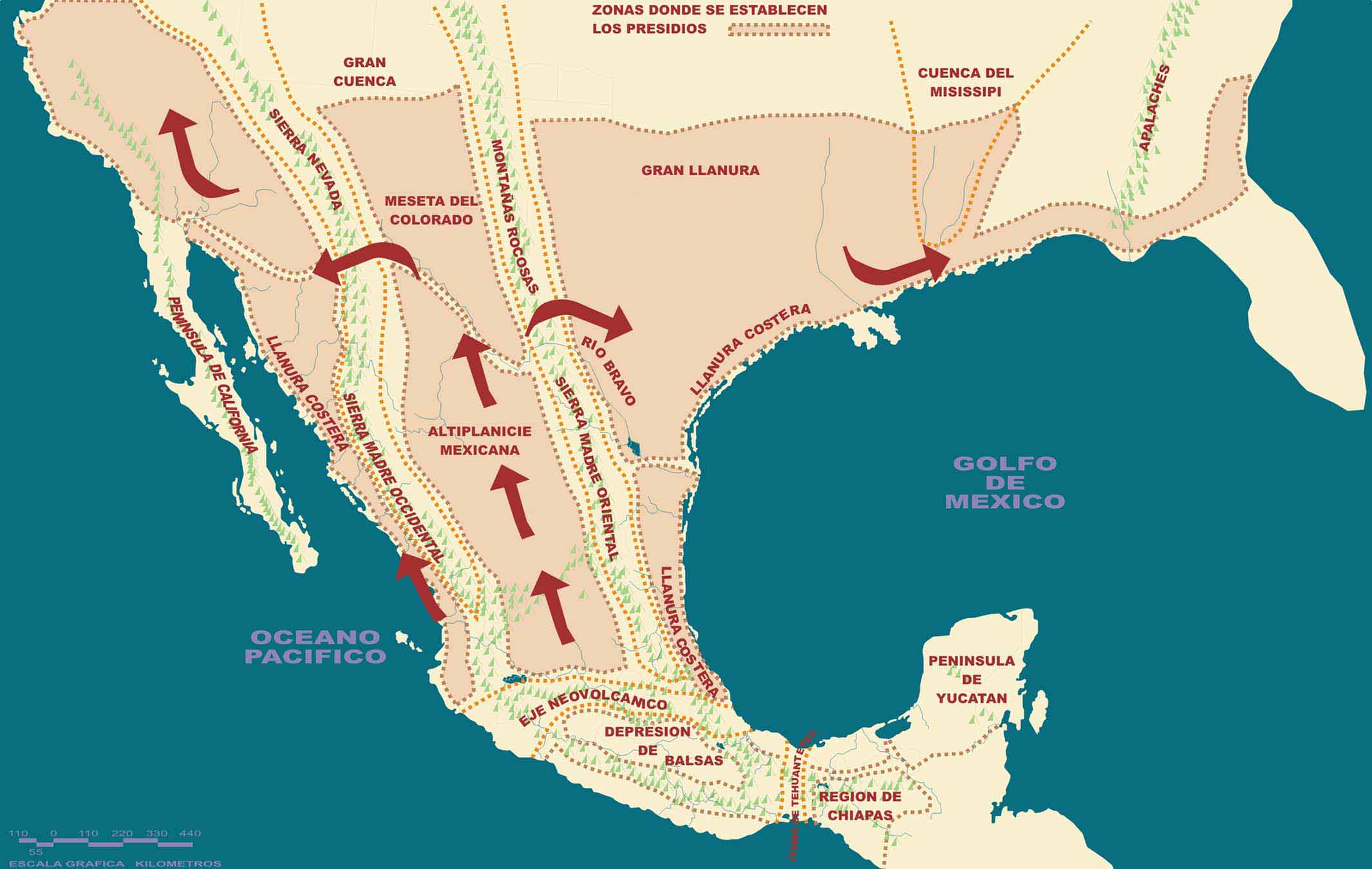
Mapa de los flujos mineros en Nueva España, la mayoría de estos ocurrieron durante el mandato de Carlos III de Borbón.

La mayor parte de la plata obtenida durante el siglo XVIII en Nueva España provenía de pequeñas y medianas minas dispersas en las extensas provincias del norte, principalmente en Nueva Vizcaya (hoy Durango, Chihuahua y parte de Coahuila), Nueva Galicia (hoy Jalisco y Zacatecas) y San Luis Potosí, más que de las grandes minas descubiertas desde el siglo XVI en Taxco, Guanajuato, Zacatecas y Real del Monte. Las minas norteñas de Rosario, Álamos, Santa Bárbara, Mapimí, Monclova, eran sólo algunas de ellas. También en la región central operaban pequeñas y medianas minas como las de Cuautla, San José de Oro, Tlalpujahua, Sultepec y San Miguel el Grande. Esas minas pequeñas y medianas no tenían grandes instalaciones, ni aplicaban técnicas novedosas en la extracción y beneficio del mineral, pero en conjunto se producían más del 60 por ciento del total de plata que exportaba Nueva España. La constante expansión minera fue adelantada por las nuevas políticas de la Corona al dar precios especiales al azogue y eximir de impuestos y alcabalas a otros insumos relacionados con su producción. La actividad agrícola, por su parte, también creció durante el siglo XVIII. Al aumentar la población, sobre todo en las ciudades, la demanda de productos agrícolas creció en proporción y las actividades del campo se enfocaron más hacia la satisfacción de la demanda de centros urbanos y menos a la de los centros mineros, aunque continuaron abasteciéndolos. Las grandes empresas agrícolas estaban mayoritariamente en manos de los españoles o empresas corporativas, como los conventos y los colegios jesuitas.
Por su parte los «pueblos de indios», que paulatinamente se dividían en núcleos políticos y sociales más pequeños (se creaban varios pueblos donde antes había uno solo), continuaban manteniendo una economía de subsistencia.

### Fortalecimiento de los mercados internos
Durante el siglo XVII, España mantuvo un estricto control sobre el comercio de sus colonias, tanto interno como externo. Sin embargo el comercio experimentó una relativa liberalización, sobre todo en la segunda mitad del siglo XVIII, como consecuencia de las reformas borbónicas y de la necesidad de la Corona de obtener mayores recursos a raíz de las guerras que España libró con Inglaterra y Francia por el dominio de los mercados de ultramar.
Hacia el interior de Nueva España hubo cierto aumento en el intercambio de mercancías, lo que fue posible gracias a la construcción de caminos de diversos tipos: caminos reales, caminos de herradura y caminos de arrieros, aunque nunca logró conformarse un solo mercado interno; en lo general, en cada región se consumía lo que se producía en ella. Solamente determinados productos como la plata, algunos textiles y el aguardiente se distribuían hacia otras regiones por caminos difíciles y peligrosos. también se enviaban hasta las regiones más alejadas de Nueva España las mercancías importadas de Europa y Asia que entraban por los puertos de Acapulco y Veracruz, y posteriormente por otros puertos del Golfo de México, como Tampico, que se abrieron al liberarse el comercio.

### Las grandes fortunas mineras y comerciales
La bonanza económica que vivió Nueva España en el siglo XVIII estuvo sustentada básicamente en el auge minero y en la actividad agropecuaria y comercial. El descubrimiento de nuevos yacimientos de plata en el norte y centro del territorio dieron origen a nuevas y ostentosas fortunas. La Corona española, con tal de aumentar sus ingresos, continuaba con la política de venta de algunos cargos públicos, ahora mayoritariamente a los peninsulares, y también de nuevos títulos de nobleza, comprados principalmente por dueños de minas, hacendados y comerciantes, en su mayoría peninsulares, que habían amasado grandes caudales comerciando con los territorios del norte. Esta situación hizo crecer todavía más la ya de por sí enorme desigualdad social que privaba en Nueva España, e incrementó en criollos y mestizos un distanciamiento con los peninsulares y un sentimiento de identidad nacional.

### Los inicios de la actividad industrial

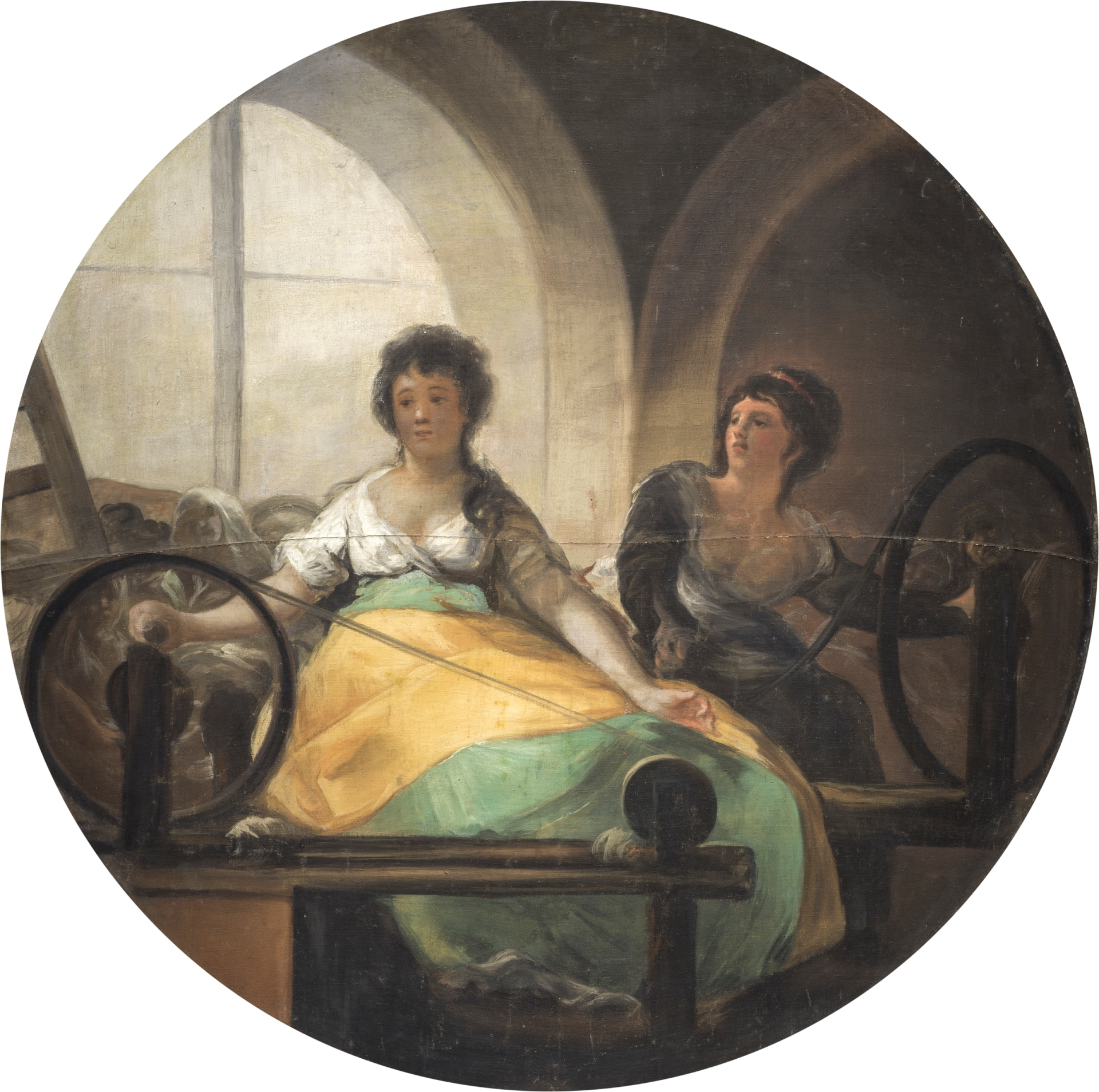
Alegoría de la industria tondo de Francisco de Goya. La industria textil fue muy importante para el auge económico y para el extenso desarrollo industrial de Nueva España.

España tuvo un desarrollo industrial lento y tardío. Las colonias españolas, por tanto, tampoco alcanzaron un desarrollo importante, ya que España aplicaba sobre ellas una política proteccionista que prohibía el desarrollo de ciertas industrias reservadas exclusivamente a los productores de la península ibérica. Sin embargo surgieron en Nueva España pequeñas industrias, principalmente artesanales, que elaboraban muchos de los productos que demandaba la población y que no eran suministrados por la metrópoli. Los pequeños fabricantes se organizaban en gremios para proteger sus intereses y en las principales ciudades se establecían por barrios; había quienes producían alimentos como queso, pan, miel y hasta embutidos y carnes secas; estaban también quienes se dedicaban a la producción relacionada con el vestido: telas, sastrerías, zapatos; quienes curtían pieles, elaboraban jabones, cerámica, fabricaban ladrillos o tallaban cantera. Asimismo la industria de la orfebrería y la platería era muy apreciada.
De todas las industrias, la que alcanzó mayor impulso fue la textil, especialmente la del algodón y la lana. Favorecieron su desarrollo la abundancia de materia prima, la enorme demanda interna (principalmente indígena y mestiza que no tenía acceso a las telas importadas), el bajo costo de la mano de obra y la larga tradición en las técnicas de confección de las telas de algodón que venía desde la época prehispánica.
Los llamados obrajes, centro manufactureros que operaban desde el siglo XVI, se desarrollaron como verdaderos centros productivos donde se confeccionaban no sólo telas, ropa, sombreros y calzado, sino también cerámica, vidrio y hasta pólvora. Los principales obrajes estaban establecidos en Puebla y en la Ciudad de México y poco a poco surgieron en otras ciudades de importancia. Las condiciones de trabajo de los indios, castas y negros en los obrajes eran de auténtica esclavitud. Como lo destacan los siguientes fragmentos, el primero escrito por el virrey Luis de Velasco dijo, de finales del siglo XVI, respecto al trabajo de los indios en los obrajes. El segundo texto hace referencia a la ordenanza del virrey Carlos Francisco de Croix, de 1767, acerca del mismo asunto:

Porque los indios son fáciles en recibir dinero y obligarse por ellos, y siendo mucha cantidad, quedan casi en esclavonía y de suerte que jamás pueden pagar, ordeno y mando que ningún indio laborío ni de cualquiera calidad que sea pueda recibir adelantado, ni el español obrajero darle, ni el juez consentirlo, más que la cantidad que pudiesen montar cuatro meses antes del salario.

[...] dispuso el virrey en estas ordenanzas que a ingún indio se le podía admitir empeño por un tiempo mayor de cuatro meses; la cantidad que se les adelantase no podía pasar de las dos terceras partes de los salarios que debían devengar durante ese periodo, «dejando la tercia parte para entregarles samanariamente a fin de remediar sus urgencias». Declara el virrey que a pesar de «las prohibiciones de dar dinero adelantado a los indios, así en el tiempo de su entrada como en el de su empeño, se hayan algunos en ellos obrajes debiendo 40 y 50 pesos, y continuando los empeños en tanta forma que no consiguen el verse libres en sus días, y precisan los dueños de los obrajes a los hijos de los sirvientes a que les paguen lo que quedaron debiendo los padres».

### La preeminencia del Bajío

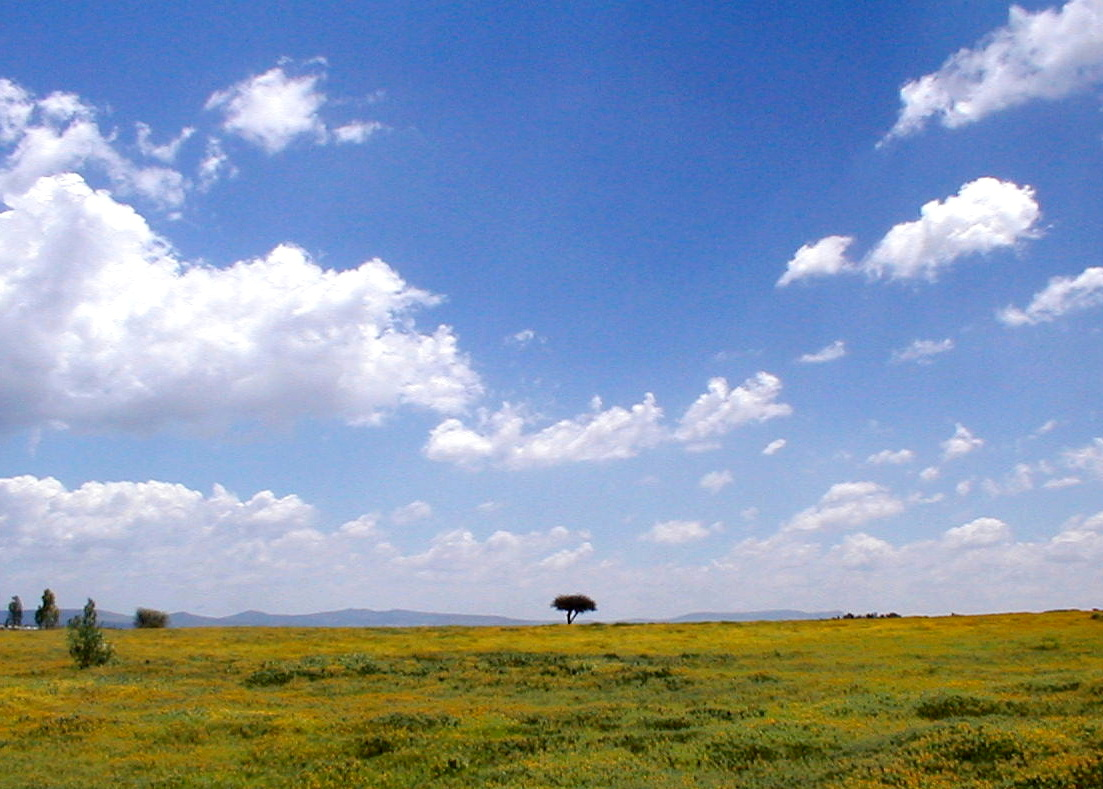
El Bajío, cerca de San Miguel el Grande. El Bajío fue una rica región minera, muy valorada por el gobierno virreinal de la Nueva España, lo cual hizo que sus territorios se extendieran hacia la región norte del virreino; un impulso muy gran llevado a cabo por las autoridades virreinales y por las particulares, lo cual hizo acrecentar la fortuna de toda Nueva España.

En la región del Altiplano Centro de Nueva España se concentraba la mayor parte de la población, tanto española como criolla, mestiza e indígena; por ello el centro era, con mucho, la zona de mayor dinamismo, donde se llevaban a cabo las principales actividades políticas, económicas, sociales y culturales de la vida colonial. Las ciudades de mayor importancia, las vías de comunicación, la relación comercial más enérgica, se desarrollaron en la región central. Las grandes haciendas agrícolas y ganaderas no fueron la excepción. La producción agropecuaria fue mucho más intensa allí que en los alejados territorios del norte.
La región del Bajío, integrada por parte de los actuales estados de Guanajuato, Michoacán y Querétaro (llamada así por ser las tierras bajas con respecto de las del Altiplano Central), de fértiles suelos y clima benigno, se desarrolló a partir de los primeros avances hacia la colonización de los territorios del norte y muy pronto se integró a la actividad económica y social del Altiplano Central. Su empuje fue tal, que para el siglo XVIII era la zona de más rápido crecimiento demográfico y de mayor producción agropecuaria de Nueva España. En ella también se desarrollaban centros urbanos de primera importancia como Celaya, Salamanca, San Miguel el Grande, León de los Aldama y Guanajuato que era a la vez, una rica zona minera. Debido a la gran productividad de la región del Bajio su mercado se convirtió en uno de los más prósperos de Nueva España, ya que por ahí pasaban o se producían buena parte de las mercancías y los insumos para la minería y la agricultura destinados a las provincias del norte.

### La ocupación de Texas, Tamaulipas y las Californias

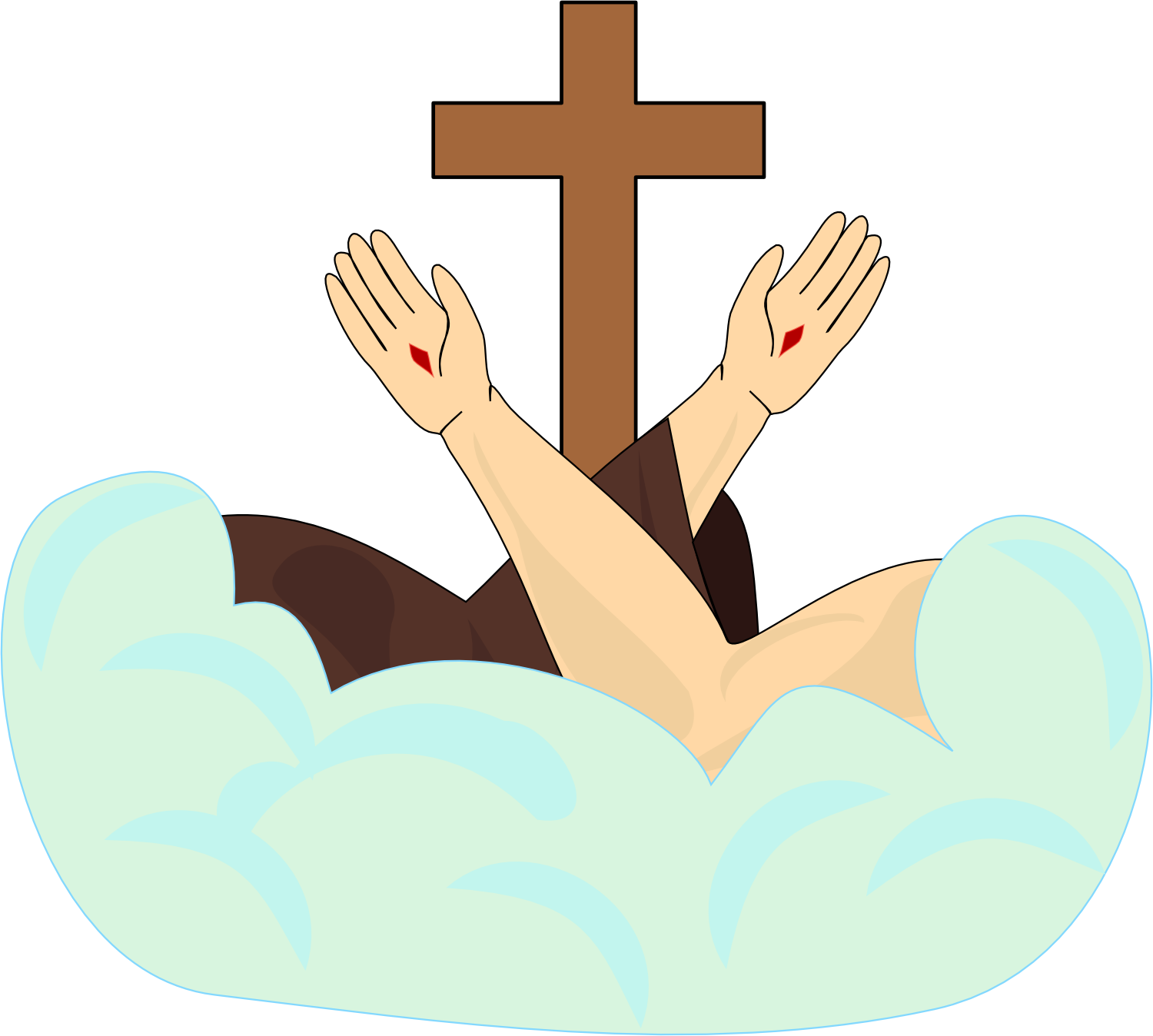
Escudo de la Orden Franciscana, muy importante orden que, sin duda, fue muy relevante durante la Consolidación de Nueva España.

Sello de la Compañía de Jesús. El trigrama «IHS» comprendido por las tres primeras letras griegas de "IHΣOYΣ" (Jesús), posteriormente interpretado como «Iesus Hominum Salvator», Jesús, Salvador de la Humanidad, «Habemus Iesum Socium», Tenemos a Jesús como compañero o como «Societas Iesu humilis», Compañía del humilde Jesús.

Debido a que la minería era una actividad esencial en el proceso de desarrollo económico de Nueva España recibió en la segunda mitad del siglo XVII y a lo largo del XVIII, un gran impulso por parte de las autoridades virreinales y de los particulares, que querían hacer fortuna o acrecentar la que ya tenían. Por ello se fomentó la ocupación de los territorios del norte.
Para poblar aquellas alejadas regiones y establecer nuevas ciudades, era necesario ordenar y controlar a la población indígena, mucho más dispersa que la del centro y sur. Eso determinó el establecimiento de órdenes del clero regular, principalmente jesuitas en la zona del noroeste y franciscanos en el centro-norte y noreste del territorio novohispano, con el objetivo de organizar políticamente aquellos alejados territorios y cristianizar a los grupos indios que aún permanecían en estado «salvaje». Para ello se valieron principalmente dos recursos: las misiones y los presidios que se habían ido estableciendo a lo largo de los siglo XVI y XVII estos últimos, eran guarniciones militares construidas alrededor de minas para protegerlas de ataques mexicas.
La ocupación de Texas comenzó formalmente cuando el general Alonso de León y el padre Damián Mazanet fundaron la misión de San Francisco de los Tejas para catequizar a los indios de la región en la segunda mitad del siglo XVII, y se consolidó hacia 1715 al fundarse otras misiones, principalmente la de San Antonio de Valero, llamado después El Álamo, y otra en San Antonio de Béjar, que es la actual ciudad de San Antonio y que fue capital española de la provincia de Texas.
La ocupación de Tamaulipas, por su parte, se consolidó hacia 1748, cuando el militar José de Escandón y Helguera fundó la colonia de Nueva Santander, creando el poblado Villa de Llera con aproximadamente doscientas personas. Allí la colonización se llevó a cabo de manera particular, ya que el gobierno planificó cuidadosamente la fundación de pequeños poblados como Güemes, Padilla, Burgos, Camargo, Reynosa y la ciudad de Nueva Santander, que fue capital de provincia.
Los jesuitas llegaron a la península de Baja California en los últimos años del siglo XVII y durante el XVIII establecieron varias misiones: la primera de ellas, la de Loreto, fue fundada por el padre Juan María de Salvatierra, y a partir de allí se fundaron otras diecisiete a lo largo de la península, desde San Felipe, en el norte, hasta San José del Cabo, en el extremo sur.
Cuando fueron expulsados los jesuitas de Nueva España, en 1767, los franciscanos retomaron su labor en esas misiones, encabezados por fray Junípero Serra. Desde Baja California los franciscanos se lanzaron a la colonización del norte para establecer misiones en la Alta California y fundaron, entre otras de primera importancia, la misión de San Diego y posteriormente la de San Francisco. Posteriormente llegaron los dominicos.
El padre Vicente Santa María de la orden de los franciscanos hizo una descripción de los indios comanches del norte, en la provincia de Nuevo Santander:

Desde las riberas meridionales del río Grande hacia el mediodía se extienden estas naciones que propiamente llamo de la colonia, y de las septentrionales hacia adentro del Norte se propagan otras muchas en cuyo número se cuentan desde el año de 1750 que fueron recibidas de paz en estas provincias, la de los apaches y la de los comaches. Esta es el terror de todas las demás en todo tiempo y no hay duda que lo merece, tanto por su número como por su ferocidad, astucia y figura. Su estatura, por lo común, excede la regular de un hombre; su color blanco entre rojo, que para los demás indios de esta provincia es tan extraordinario como terrible por el tanto; su traje de gala, una piel de síbola que le cubre en forma de capa desde el pescuezo hasta los pies [...]

Cada comache cuenta con tantas tiendas y bagajes de campaña, a su modo, cuantas son las mujeres de su uso, y cada una de éstas se encarga de servir a su hombre el día que le cabe la vez. A ellas toca disponer la carne que han de comer, armar y desarmar la tienda en sus frecuentes eigraciones, tener a la mano el caballo en que ha de montar su marido [...] El indio no se ocupa de otra cosa sino de traer a las tiendas de cada una de sus mujeres, cuando es necesario, la síbola o el venado que ha muerto en la caza [...] suelen acercarse a los presidios de los españoles a permutar pieles por caballos mansos y ciando quieren ahorrarse de este trabajo se conforman mejor con el hurto, y es el camino que tienen más trillado.

### El enfrentamiento con los indios de las praderas de Norteamérica
Las extendidas regiones del norte de Nueva España eran llamadas con el nombre genérico de Septentrión. Las fronteras eran por entonces inexistentes y aquel vasto territorio estaba habitado por diversos grupos indios entre los que destacaban apaches, comanches, tarahumaras, tobosos, pimas, tepehuanes, conchos, tapacolmes, tubaris, chínipas, entre otros. Los más beliciosos fueron los tobosos, apaches, comanches y tarahumaras, quienes se oposieron con fuerza y constancia a la ocupación de sus territorios por parte de los colonizadores españoles. Para organizar y someter el Septentrión se crearon, además de las misiones de frailes, una serie de presidios, principalmente en Sonora y Texas: El personal encargado de éstos trabajaba prácticamente sin recursos ni experiencia, pero con el tiempo logró una cierta práctica que favoreció la formación de un incipiente ejército. Los presidios fueron un elemento importante de la ocupación española en el norte. Su función era resguardar caminos y perseguir a grupos de indios rebeldes; pero también fueron verdaderos centros de poblamiento, ya que las familias de los soldados y algunos vecinos preferían vivir en las inmediaciones de ellos dada la seguridad que el ofrecía el contingente militar.